# Gotthelf Bürki

Gotthelf Bürki

Gotthelf Bürki (1925 - 29 september 2006), was een Zwitsers politicus.
Gotthelf Bürki was lid van de Sociaal-Democratische Partij van Zwitserland (SP) en was lid van de Regeringsraad van het kanton Bern.
Gotthelf Bürki was van 1 juni 1981 tot 31 mei 1982 voorzitter van de Regeringsraad (dat wil zeggen regeringsleider) van Bern.